# بال‌نواری حنایی
بال‌نواری حنایی (نام علمی: Actinodura egertoni) نام یک گونه از سرده بال‌نواری است. این گونه در بوتان، جمهوری خلق چین، هند، میانمار، و نپال یافت می‌شود. زیستگاهش نیز جنگل‌های واقع در نواحی پست می‌باشد.